# 國道11號 (芬蘭)
國道11號（芬蘭語：Valtatie 11）是連接芬蘭西部城市波里和諾基亞的一條公路，全長101公里。公路為兩車道。該公路的走向為諾基亞 - 萨斯塔马拉 - 科凱邁基 - 烏爾維拉 - 波里。